# 橘糸重
橘 糸重（たちばな いとえ、1873年（明治6年）10月18日 - 1939年（昭和14年）9月1日）は、日本の音楽家、敎育者、歌人。

## 経歴
1873年、三重県鈴鹿郡亀山町（現・亀山市）生まれ。生後まもなく父を亡くし、1874年に母、姉とともに上京。東京音楽学校（現・東京芸術大学）でピアノなどを学び、1892年に卒業。卒業後は研究科に進む。1896年より同校助教授となった。1901年に教授昇進。1928年に教授を辞した。1937年より帝国芸術院会員。ラファエル・フォン・ケーベルを音楽上のみならず宗教上の師とした。また、1931年（昭和6年）に来日したレオニード・クロイツァーの講習会を受講した記録もある。
歌人としては竹柏会に入り、佐佐木信綱に師事した。瀧廉太郎の歌曲「水のゆくへ」は、竹柏会発行の「竹柏園集」(第一編)に糸重が発表した新体詩に作曲されたものである。

## 関連
- 瀧廉太郎、高木東六は東京音楽学校の教え子。
- 島崎藤村が東京音楽学校選科に学んだ際に助教授として知り合い、藤村の小説『水彩画家』、『家』に登場する女性音楽家は糸重をモデルとしたものである。そのために藤村の恋人伝説が生まれたが、単に一度小諸に藤村を訪ねただけである。文壇の噂となったことを恥じ、生涯独身を通した[3]。